# Arctia
Az Arctia a rovarok (Insecta) osztályának a lepkék (Lepidoptera) rendjéhez, ezen belül a valódi lepkék (Glossata) alrendjéhez és a medvelepkefélék családjához tartozó nem.

## Fajok
- Arctia brachyptera H. Edwards, 1881
- közönséges medvelepke (Arctia caja) Linnaeus, 1758
- díszes medvelepke (Arctia festiva) Hufnagel, 1766
- Arctia flavia Fuessly, 1779
- Arctia intercalaris Eversmann, 1843
- Arctia ladakensis O. Bang-Haas, 1927
- Arctia olschwangi H. Edwards, 1881
- Arctia opulenta H. Edwards, 1881
- Arctia rueckbeili Fuessly, 1779
- Arctia villica Linnaeus, 1758
  - Szin. Epicallia villica Hübner, 1820
- Arctia weigerti O. Bang-Haas, 1927

## Fordítás
- Ez a szócikk részben vagy egészben  az   Arctia című angol Wikipédia-szócikk fordításán alapul.  Az eredeti cikk szerkesztőit annak laptörténete sorolja fel. Ez a jelzés csupán a megfogalmazás eredetét és a szerzői jogokat jelzi, nem szolgál a cikkben szereplő információk forrásmegjelöléseként.